# Dasineura emilyae
Dasineura emilyae är en tvåvingeart som först beskrevs av Gagne 1985.  Dasineura emilyae ingår i släktet Dasineura och familjen gallmyggor. Inga underarter finns listade i Catalogue of Life.